# Tele Atlas
Tele Atlas – це нідерландська компанія, заснована в 1984 році, яка надає цифрові карти та інший динамічний вміст для навігації та послуг на основі визначення місцезнаходження, включаючи персональні та автомобільні навігаційні системи, а також надає дані, які використовуються в широкому діапазоні мобільних і інтернет-картографічних програм. З 30 липня 2008 року компанія є дочірньою компанією виробника автомобільних навігаційних систем TomTom.
Компанія надає карти, деякі отримані від інших картографічних компаній, що охоплюють двісті країн світу, надаючи картографічні дані та «Продукти покращення карт», такі як точки інтересу та адреси. Клієнтами Tele Atlas є виробники автомобільних навігаційних систем, а також мобільні та інтернет-компанії, які надають картографічні послуги. Фірма також надає дані клієнтам у державному та приватному секторах, які покладаються на географічну інформацію.

## Картографування фургонів

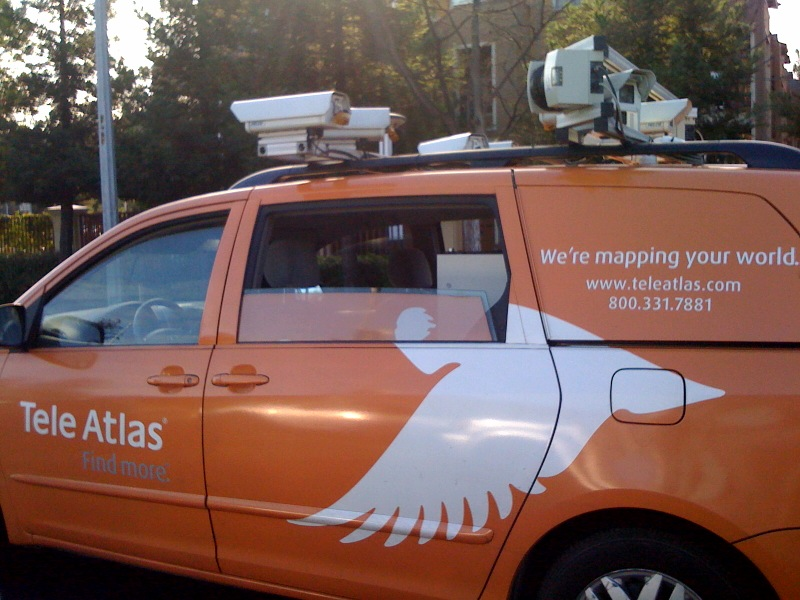
Мікроавтобус Mapper із камерами, видимими у верхній частині транспортного засобу, і шафою для жорстких дисків на спеціальному задньому сидінні.

Компанія підтримує свої дані в актуальному стані частково за допомогою парку з десятків картографічних фургонів, оснащених «шістьма камерами, двома лазерами бічного підмітання та GPS-навігаційним пристроєм». Фургони роблять близько трьох фотографій на секунду під час руху на звичайних швидкостях, що призводить до отримання понад 100 мільйонів зображень на рік з кожного фургона; зображення зберігаються на одному з двох жорстких дисків у металевій шафі всередині фургона, накопичувачах, які зберігають близько двох тижнів даних. Тим часом 3-D скануючі лазери записують ширину, висоту та контури першої поверхні, що відбиває, яку вони зустрічають, виробляючи дані, які в поєднанні із зображеннями створюють тривимірне зображення. Тривимірні представлення вже доступні в Японії та Західній Європі; Співробітники штаб-квартири компанії в США в Лівані, штат Нью-Гемпшир, поблизу Дартмутського коледжу, очікували в серпні 2009 року, що до початку 2011 року пристрої, засновані на даних Tele Atlas, зможуть відображати оточення у фотореалістичних деталях.

## Обробка помилок карти
Помилки на карті обробляються за допомогою Tele Atlas Map Insight, яка описується як «наша система відгуків споживачів на карті та звітування про зміни».  Ідея полягає в тому, щоб дозволити кінцевим користувачам повідомляти про помилки безпосередньо в Tele Atlas, а не через технічну підтримку виробників продуктів, які використовують карти Tele Atlas, і таким чином зменшити витрати на підтримку. Про помилки карти повідомляється за допомогою веб-сторінки відгуків про карти Tele Atlas Map Insight, на яку можуть бути посилання зі сторінок підтримки продуктів. Компанії надається 25% якості в їхній геопросторовій базі даних.

## Придбання

### Етак
У травні 2000 року Tele Atlas придбала Etak, Inc., американського постачальника обладнання для автомобільних навігаційних систем, цифрових карт і картографічного програмного забезпечення, у Sony Corporation, яка стала Tele Atlas North America. Незабаром Etak, Inc. припинила своє існування як окрема компанія.

### TomTom
23 липня 2007 року Рада директорів Tele Atlas прийняла пропозицію виробника навігаційних систем TomTom на 2 мільярди євро для компанії. Тоді це було перевершено пропозицією в розмірі 2,3 мільярда євро від американського конкурента Garmin 31 жовтня 2007 року, який розпочав війну торгів за Tele Atlas. У відповідь TomTom підвищила свою ставку до 2,9 мільярда євро, і цю пропозицію знову схвалило правління Tele Atlas. Очікувалося, що Garmin знову запропонує контрпропозицію: оскільки головний глобальний конкурент Tele Atlas Navteq підлягає пропозиції про поглинання від Nokia, компанія заявила, що не хоче, щоб обидві компанії потрапили в руки конкурентів. Однак після укладення угоди щодо контенту з Navteq до 2015 року Garmin відкликала свою пропозицію про поглинання, звільнивши шлях для TomTom. 4 грудня 2007 року акціонери TomTom схвалили поглинання. Європейський комісар з питань конкуренції дозволив поглинання в травні 2008 року, а в червні воно було закрито.

## Угоди про картографування в Інтернеті
Історично провайдери Інтернет-карт використовували картографічні дані від різних постачальників. Враховуючи зростання використання інтернет-картографічних порталів, постачальники карт запекло конкурували за цей бізнес.